# Joe Hassett
Joseph Patrick „Joe” Hassett  (ur. 11 września 1955 w Providence) – amerykański koszykarz, występujący na pozycji rzucającego obrońcy, mistrz NBA w barwach Seattle SuperSonics (1979).
W 1980 poprzez NBA Expansion Draft trafił do zespołu Dallas Mavericks.

## Osiągnięcia
NCAA
- Uczestnik rozgrywek:
  - Sweet 16 turnieju NCAA (1974)
  - turnieju NCAA (1974, 1977)
- Zaliczony do III składu All-American (1977 przez NABC)[2]

NBA
- Mistrz NBA (1979)[1]
- Wicemistrz NBA (1978)[1]

Reprezentacja
- Mistrz igrzysk panamerykańskich (1975)[3]